# Liste des ambassadeurs de France aux États fédérés de Micronésie
La représentation diplomatique de la République française auprès des États fédérés de Micronésie est située à l'ambassade de France à Manille, capitale des Philippines, et son ambassadrice est, depuis 2024, Marie Fontanel.

## Représentation diplomatique de la France
Territoire autonome en libre association avec les États-Unis depuis 1979, les États fédérés de Micronésie deviennent une République indépendante le 3 novembre 1986 et membre des Nations unies le 17 septembre 1991, même si la politique étrangère, la défense et la sécurité continuent de dépendre des États-Unis, qui possèdent une ambassade à Palikir. Les relations avec la France restent peu significatives. Néanmoins, depuis 1993, l'ambassadeur de France à Suva, puis à Manille, est accrédité auprès du président des États fédérés de Micronésie. Auparavant, le territoire dépendait du consulat général d'Honolulu, aujourd'hui simple agence consulaire intégrée à la circonscription de San Francisco.

## Ambassadeurs de France aux États fédérés de Micronésie
| De   | À    | Ambassadeur             | Résidence |
| ---- | ---- | ----------------------- | --------- |
| 1993 | 1997 | Antoine Frasseto        | Honolulu  |
| 1997 | 2000 | Michel Jolivet          | Suva      |
| 2000 | 2004 | Jean-Pierre Vidon       | Suva      |
| 2004 | 2007 | Eugène Berg             | Suva      |
| 2007 | 2009 | Gérard Chesnel          | Manille   |
| 2009 | 2012 | Thierry Borja de Mozota | Manille   |
| 2012 | 2015 | Gilles Garachon         | Manille   |
| 2015 | 2018 | Thierry Mathou          | Manille   |
| 2018 | 2021 | Nicolas Galey           | Manille   |
| 2021 | 2024 | Michèle Boccoz          | Manille   |
| 2024 | auj. | Marie Fontanel          | Manille   |

## Consulat
Les États fédérés de Micronésie appartiennent à la circonscription consulaire de Manille et disposent d'un consul honoraire basé à Kolonia sur île de Pohnpei.